# Аристово (Нефедовский сельсовет)
Аристово — деревня в Вологодском районе Вологодской области.
Входит в состав Новленского сельского поселения (с 1 января 2006 года по 8 апреля 2009 года входила в Нефёдовское сельское поселение), с точки зрения административно-территориального деления — в Нефёдовский сельсовет.
Расстояние до районного центра Вологды по автодороге — 89 км, до центра муниципального образования Новленского по прямой — 19 км. Ближайшие населённые пункты — Гуреево, Красный Двор, Фалелеево, Первомайский, Ивлевское.
По данным переписи в 2002 году постоянного населения не было.